# Kötzschenbrodaer Straße

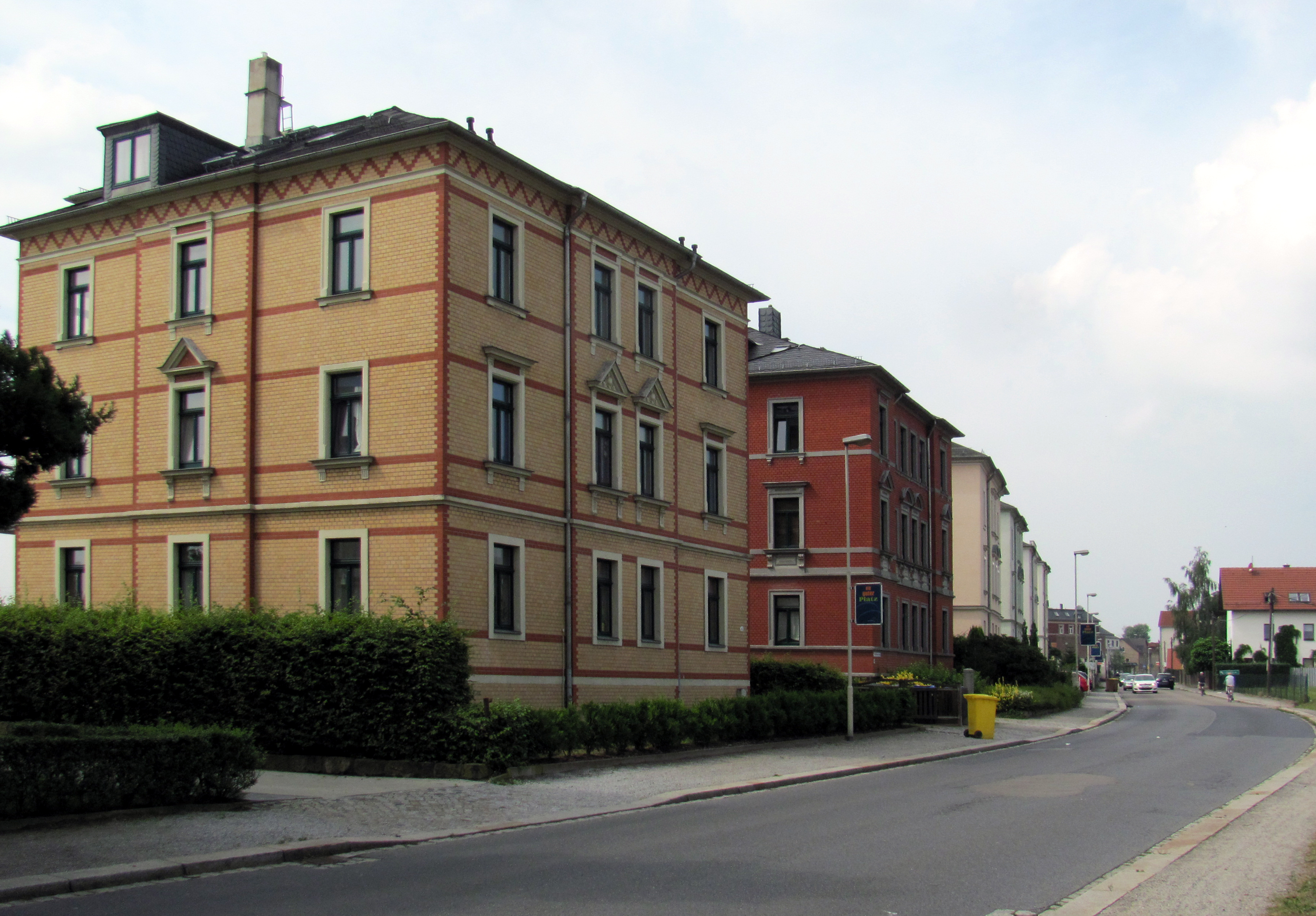
Kötzschenbrodaer Straße nach Westen zum Dorfkern Serkowitz hin (ab Nr. 17)

Die Kötzschenbrodaer Straße ist eine Innerortsstraße in der sächsischen Stadt Radebeul. Sie führt von der östlichen Stadtgrenze zur Landeshauptstadt Dresden bei Kaditz (als Fortführung der Kötzschenbroder Straße) für etwa 2,6 Kilometer durch Serkowitz in westlicher Richtung bis nach Kötzschenbroda; ihre Verlängerung durch die Kötitzer Straße führt den Straßenzug zur Stadtgrenze zu Coswig. Als durchgehende ehemalige rechtselbische Fernstraßenverbindung zwischen Dresden und Meißen beziehungsweise Leipzig hatte sie bereits im Mittelalter überregionale Bedeutung, die Altstraße war lange auch Haupt- und Heerstraße zwischen der Residenz Dresden und dem Bischofssitz Meißen.

## Bebauung

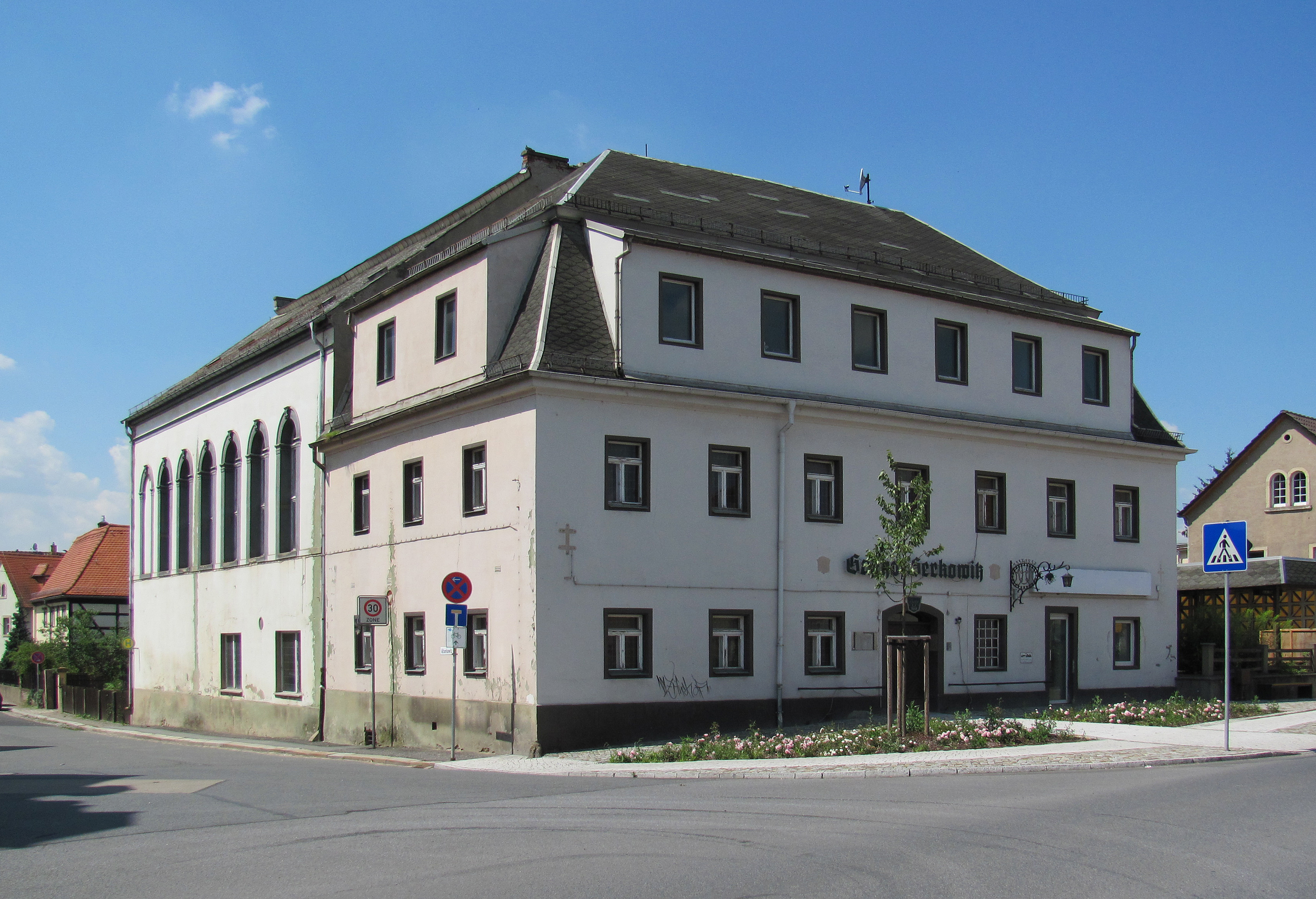
Gasthof Serkowitz, links Altserkowitz, nach rechts durchgehend die Kötzschenbrodaer Straße. Blick aus der Serkowitzer Straße

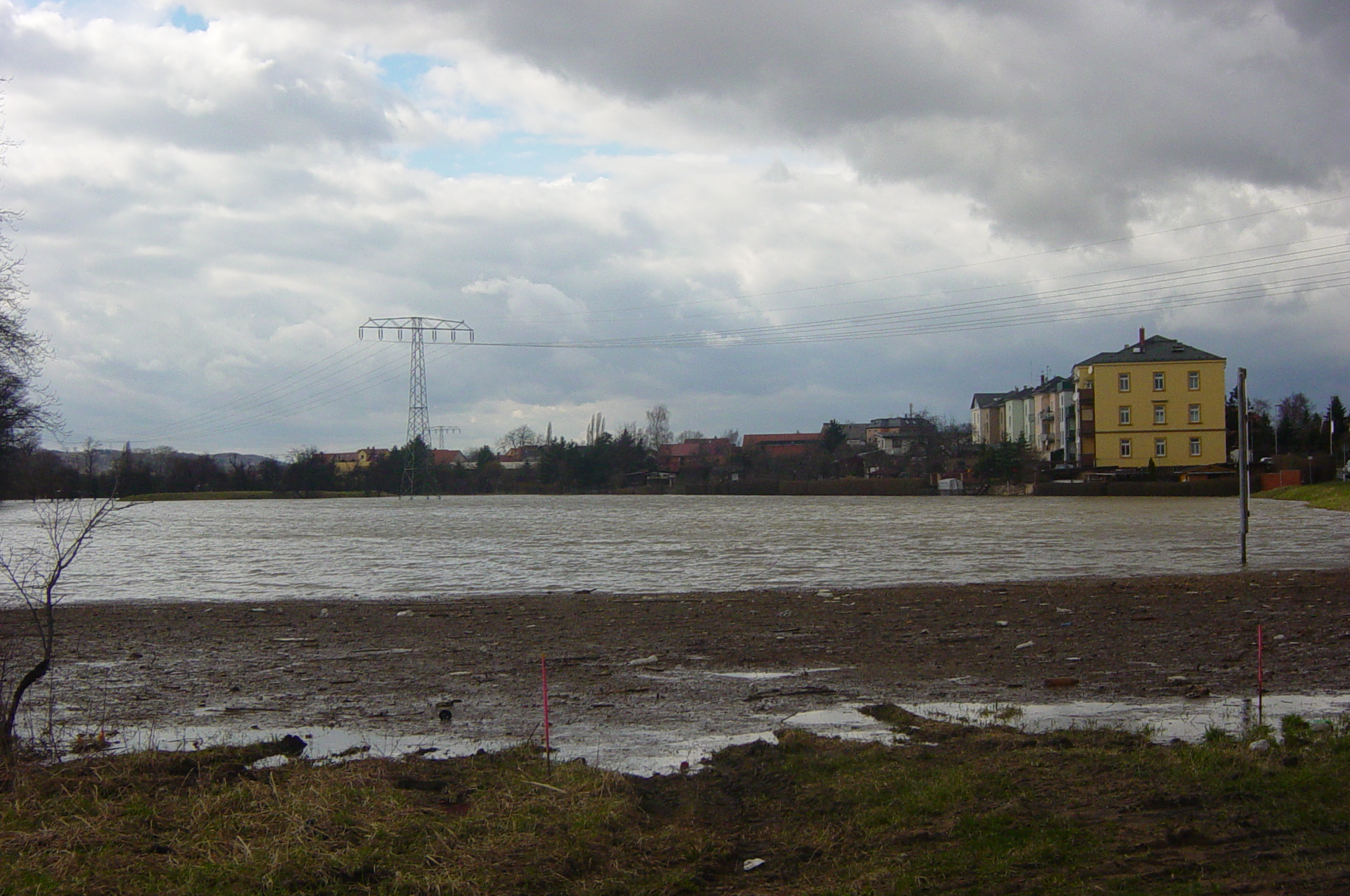
Seewiesen beim Elbhochwasser 2006. Blick auf die Rückseite Altserkowitz 1–6, am rechten Rand die Rückseiten der Bebauung Kötzschenbrodaer Straße 13–37.

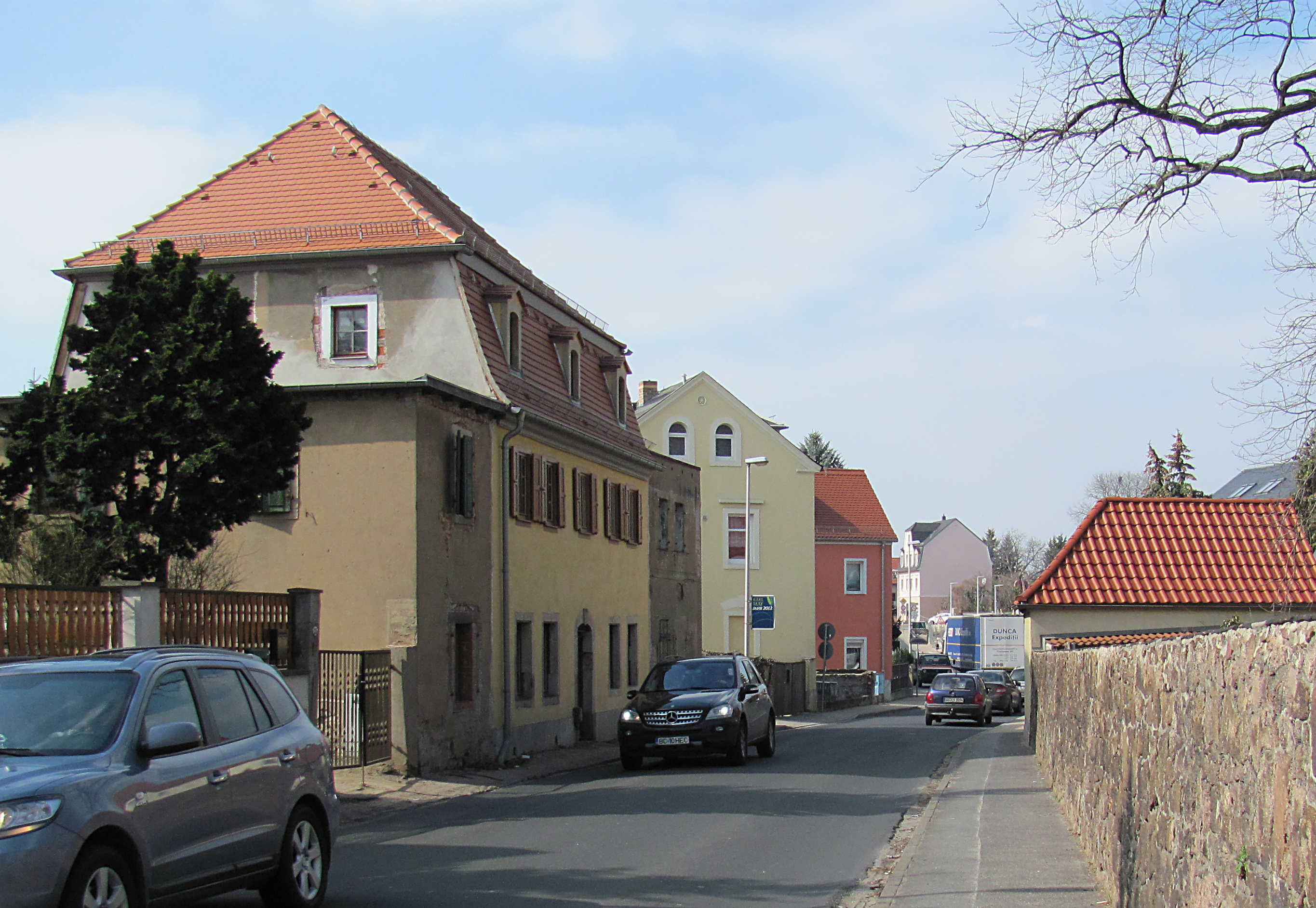
Kötzschenbrodaer Straße bei Nr. 187, dahinter die vier Fürstenhainer Häuser mit dem Eingang zur Fürstenhainer Straße (nach links), rechts die Bruchsteinmauer des Alten Friedhofs

Die heutige Benummerung beginnt an der Dresdner Stadtgrenze als Verlängerung der Kötzschenbroder Straße. Mit dem Beginn der gründerzeitlichen Ortsbebauung von Serkowitz beginnen die Hausnummern mit der Nr. 13 auf der im Süden liegenden Elbseite mit den ungeraden Nummern; diese laufen bis zur Nr. 201 an der Kreuzung mit der Neuen Straße und Vorwerkstraße. Die geraden Nummern finden sich auf der Nordseite zum Steilhang hin und fangen mit der Nr. 14 an.
An der Kötzschenbrodaer Straße liegen etliche Kulturdenkmale, sei es, dass sie selbst die Adresse Kötzschenbrodaer Straße führen oder als Eckgrundstücke eine Adresse aus einer der zahlreichen Nebenstraßen haben. Die Liste der Straßen und Plätze in Radebeul führt unter den 3 Teilabschnitten zur Kötzschenbrodaer Straße die diesen Stadtteilen zuzuordnenden Kulturdenkmale und Sehenswürdigkeiten. Es sind dies im Einzelnen:
- Serkowitz: Nr. 17, Nr. 19, Nr. 37, Gasthof Serkowitz (Nr. 39), Nr. 47, Alte Schmiede (Nr. 50), Bahnsteg 1, Weiberstein (vor Nr. 60)
- Fürstenhain: -
- Kötzschenbroda: Friedhof Radebeul-West (Nr. 166), Alter Friedhof (zwischen Nrn. 172 und 180, Zugang von Am Gottesacker [3]), Nr. 187

Zudem liegen dort zwei Radebeuler Bauherrenpreisgewinner:
- Kötzschenbroda: Nr. 145, Nr. 182[1]

Die heutigen Hausnummern Nrn. 189, 191, 193, 195 bilden das 20. bis 23. Anwesen des 23 Grundstücke umfassenden Stadtteils Fürstenhain.
Die beiden heute noch benutzten Friedhöfe, sowohl der vor 1566 als Pestfriedhof angelegte Alte Friedhof auf der Spitze zwischen Kötzschenbrodaer Straße und Am Gottesacker als auch der später Neuer Friedhof genannte Begräbnisort sind denkmalpflegerische Sachgesamtheiten wie auch Werke der Landschafts- und Gartengestaltung. Der Alte Friedhof wurde bereits 1904 bei Gurlitt als Kunstdenkmal beschrieben.
Der 1337 ersterwähnte Gasthof Serkowitz (Nr. 39) wie auch die heute sogenannte Alte Schmiede (Nr. 50) als auch die zu DDR-Zeiten als Serkowitzer Alte Schmiede bezeichnete Nr. 37 (jünger als Nr. 50) standen zu DDR-Zeiten bereits als Denkmale der Kulturgeschichte in Radebeul unter Schutz.

## Namensgebung
Der mittelalterliche bzw. frühneuzeitliche, rechtselbische Post- und Kutschenweg zwischen Dresden und Meißen hieß Meißnische Straße, teilweise auch Leipziger Landstraße. In Folge des verheerenden Elbhochwassers 1784 und der Ereignisse um Kurfürst Friedrich August den Gerechten, die zur Aufstellung des Weibersteins führten, erfolgte 1787/88 eine Verlegung des Verkehrszugs weiter nach Norden, auf die neugeschaffene Kunststraße Meißner Straße. Der alte Straßenverlauf erhielt den Namen Alte Meißnische Straße bzw. Alte Meißner Straße. In Kötzschenbroda erhielt die Straße dann in der zweiten Hälfte des 19. Jahrhunderts den Namen Dresdner Straße. Auch Serkowitzer Straße wurde verwendet.
Im Jahr 1935, mit der Vereinigung der beiden Städte Radebeul und Kötzschenbroda, wurden alle Radebeuler Straßenteile gemeinsam als Kötzschenbrodaer Straße gewidmet.

## Anwohner
Ab 1860 wohnte in der Kötzschenbrodaer Straße 187 der Historiker Gustav Wilhelm Schubert (unter der Adresse Dresdner Straße 5).